# Джоан Гарріс

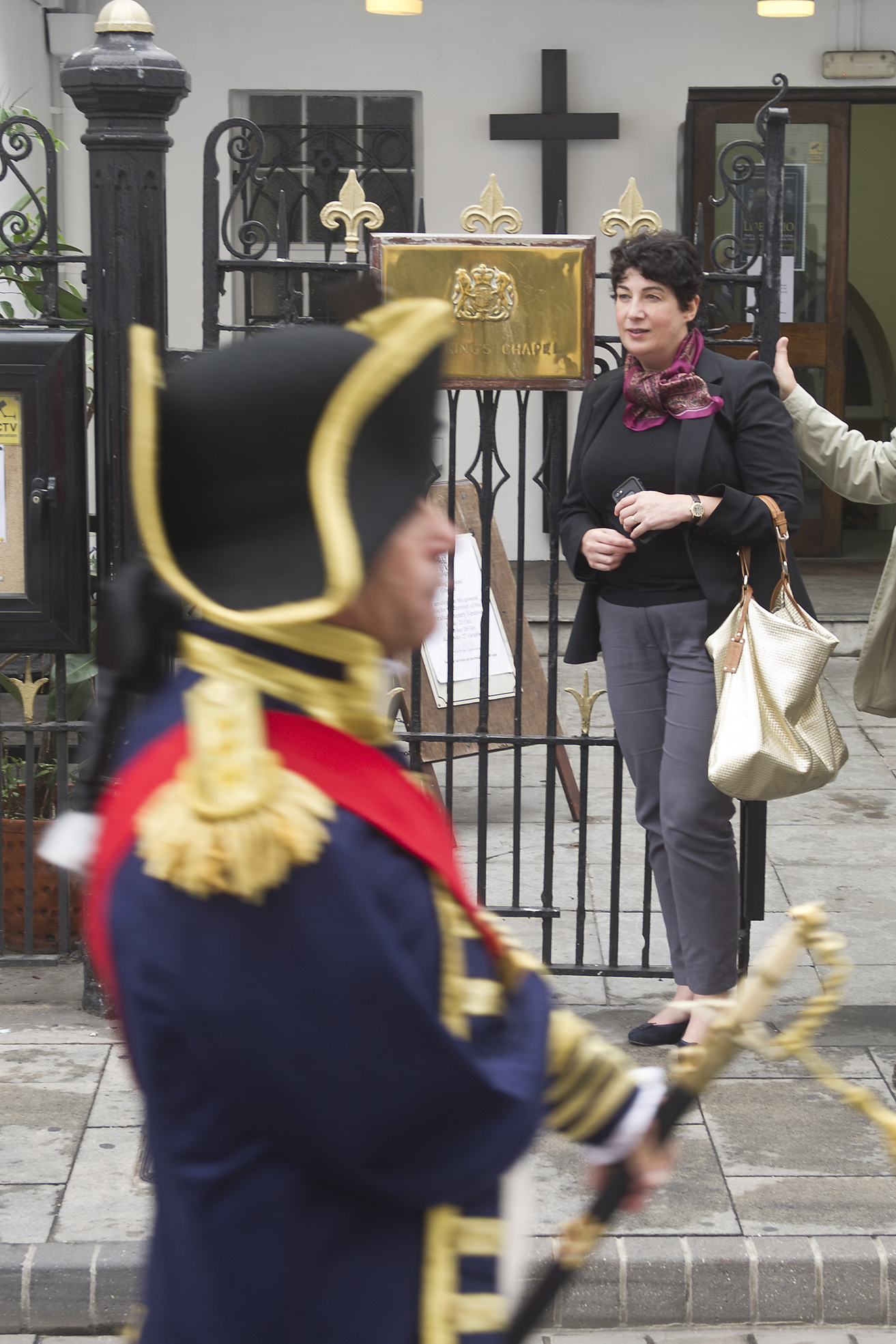
Д. Гарріс на Міжнародному літературному фестивалі у Гібралтарі, 2013

Джоа́н Га́рріс (англ. Joanne Michèle Sylvie Harris; нар. 3 липня 1964) — англійська письменниця.

## Біографія
Джоан Гарріс народилася 3 липня 1964 року у містечку Барнслі (Йоркшир, Велика Британія) у франко-британській родині (її мати — француженка, батько — англієць) в магазині солодощів, який належав її бабусі з дідусем. Джоан навчалася у Вейкфилдській школі для дівчаток, потім у коледжі в Барнслі, а після вивчала сучасні і середньовічні мови в Коледжі святої Катаріни в Кембриджі.
Після закінчення університету Джоан працювала продавцем. Потім 15 років викладала французьку мову в школі для хлопчиків у Лідсі, вела курс французької літератури в університеті Шеффілда.
Перший роман письменниці «Небесна подруга» (англ. The Evil Seed) був опублікований у 1989 році, проте ані він, ані її другий роман (Спи, бліда сестро (Sleep, Pale Sister), 1993) не мали великого успіху. А от третій роман, містична мелодрама «Шоколад» («Chocolat», 1999), посів перше місце у переліку бестселерів газети «Санді Таймс» та увійшов до шорт-листа Уітбредовської премії в номінації «Романи». Кінокомпанія «Miramax» придбала права на екранізацію. Завдяки успіху фільму «Шоколад» (2000), в якого у головних ролях виступили Жюльєт Бінош, Джуді Денч та Джонні Деппом, роман отримав ще більшу популярність у світі.
У серпні 2007 року Джоан Гарріс опублікувала свою першу книжку для дітей та підлітків «Руни».
Джоан Гарріс у вільний час грає на бас-гітарі в групі, яку організувала в 16 років, та вивчає давньоісландську мову. Живе зі своїм чоловіком Кевіном і донькою Анушкою неподалік від того місця, де народилася.